# بطولة كاريوكا 1989
بطولة كاريوكا 1989 هو موسم من بطولة كاريوكا. أشرف على تنظيمه Federação de Futebol do Estado do Rio de Janeiro ‏، وكان عدد الأندية المشاركة فيه 12، وفاز فيه بوتافوغو ريغاتاس.